# Jeffrey Weeks (Mathematiker)
Jeffrey Renwick Weeks (* 10. Dezember 1956) ist ein US-amerikanischer Mathematiker.
Weeks studierte am Dartmouth College (Bachelorabschluss 1978) und wurde 1985 an der Princeton University bei William Thurston promoviert (Hyperbolic structures on 3 manifolds).
Weeks befasste sich mit der Geometrie niedrigdimensionaler Mannigfaltigkeiten und deren Anwendungen in der Kosmologie. Er erhofft sich Hinweise auf die Topologie und Geometrie des Universums aus Kosmischen Mikrowellendaten (CMB). In einer Arbeit von 2003 favorisierte er hier den (endlichen) Dodekaederraum von Henri Poincaré, um das Fehlen von Korrelationen für große Winkelabstände in den CMB Daten zu erklären. Er schrieb auch Programme zur Visualisierung von Mannigfaltigkeiten für pädagogische Zwecke an Schulen, die er frei zur Verfügung stellte, produzierte einen Computer-Film über Mannigfaltigkeiten (The Shape of Space) und schrieb ein populärwissenschaftliches Buch über Geometrie.
1999 war er MacArthur Fellow.

## Schriften
- The Shape of Space: How to Visualize Surfaces and Three-Dimensional Manifolds. 1995, 2. Auflage, Marcel Dekker 2002
- Is Space Finite?. Scientific American, April 1999, S. 90–97
- Measuring the Shape of the Universe. Notices AMS, November 1998, pdf